# Avenida Túpac Amaru (Lima)
La avenida Túpac Amaru es una de las principales avenidas de la ciudad de Lima, capital del Perú. Hasta 1974, fue conocida como Antigua Carretera Panamericana Norte. Se constituye como una de las arterias más importantes de Lima Norte. Se extiende de sur a noroeste, y luego, de norte a noreste. Recorre los distritos de Rímac, San Martín de Porres, Los Olivos, Independencia, Comas y Carabayllo, a lo largo de más de 40 cuadras. Está emplazada sobre un antiguo camino prehispánico. Asimismo, contiene parte del COSAC I del Metropolitano, entre las avenidas Caquetá y Los Alisos.

## Historia
Su trazado se remonta al Qhapaq Ñan, es decir a los caminos inca en la ciudad. Los vehículos que ingresaban a Lima por el norte, lo hacían por esta carretera, conocida como la Antigua Panamericana Norte o Antigua Pista a Ancón. En 1974, durante la dictadura militar de Juan Velasco Alvarado fue denominada avenida Túpac Amaru, nombre que conserva hasta la actualidad. Esta nueva denominación, corresponde al carácter nacionalista que el régimen había adoptado en busca de la reivindicación indígena. Actualmente, junto con la actual carretera Panamericana Norte, es una de las principales vías que conectan Lima Norte con el resto de la ciudad. 

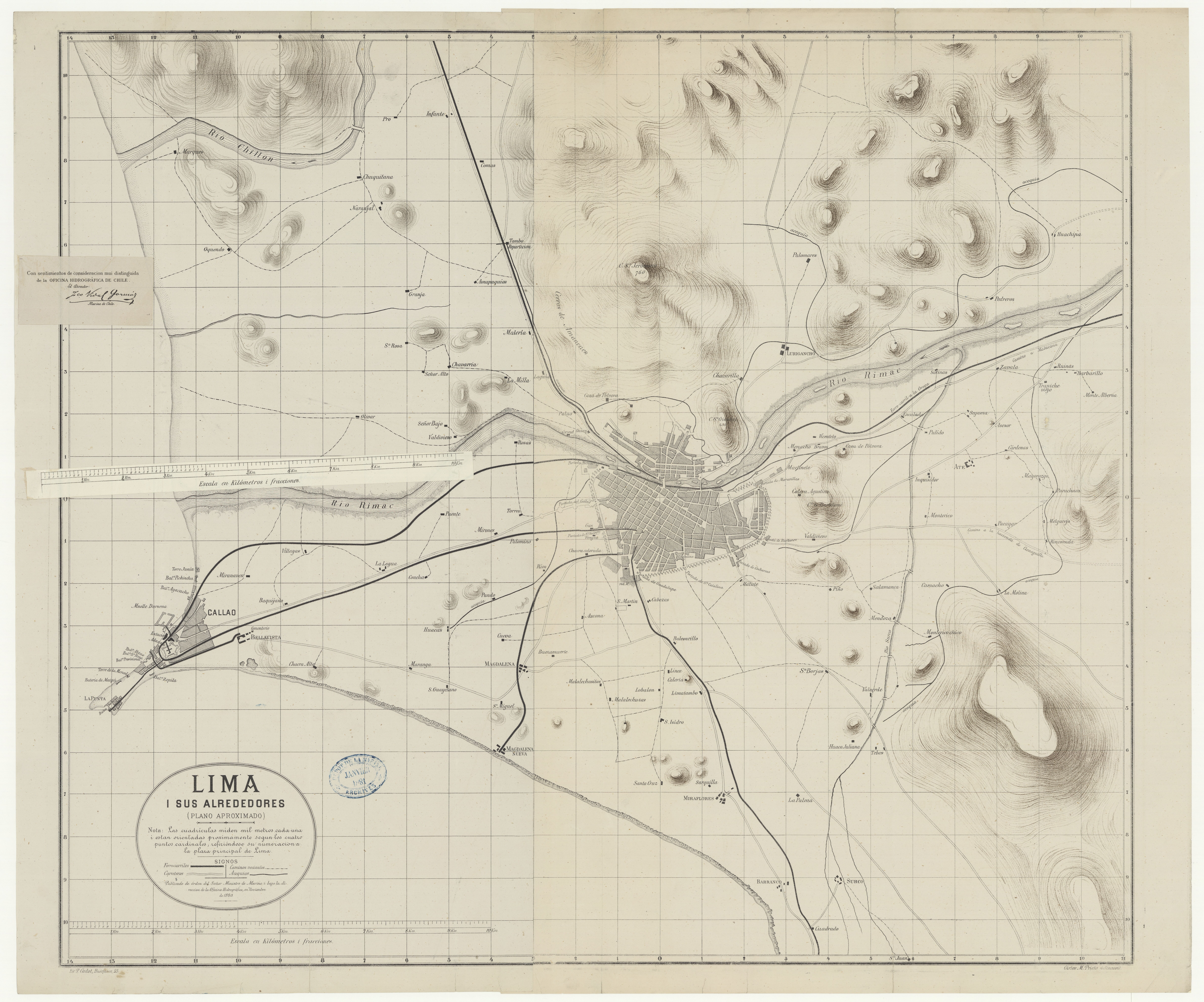
La Antigua Carretera Panamericana Norte o Túpac Amaru en la Lima antigua.

## Recorrido
En su borde oriental, se ubica el campus de la Universidad Nacional de Ingeniería, el Colegio Mercedes Cabello, la Municipalidad de Independencia, y los hospitales de la Solidaridad (SISOL Salud) y Sergio E. Bernales de Collique. En su borde occidental, se encuentra el Terminal Norte Naranjal del Metropolitano.

## Galería

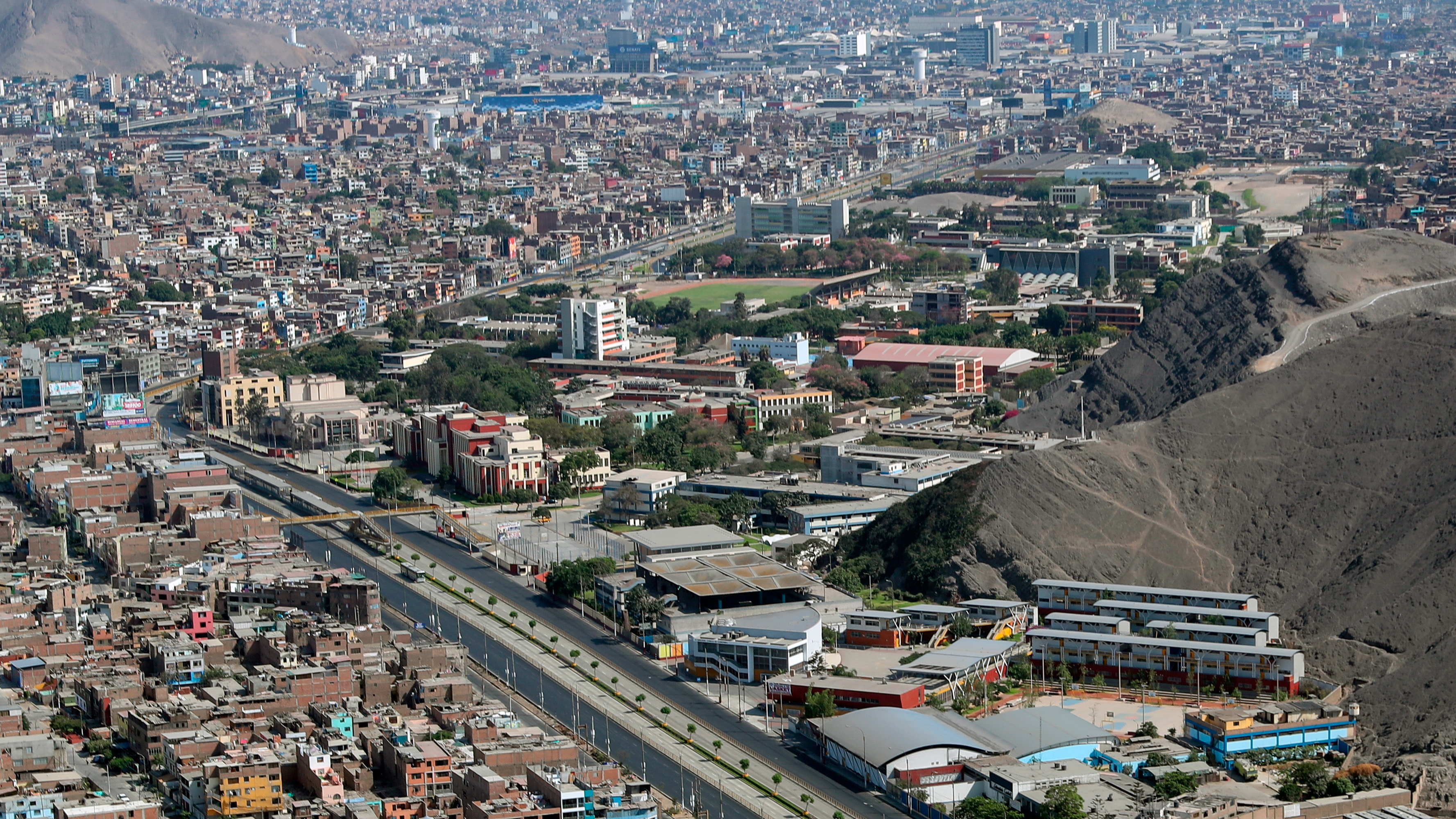